# Avro Canada Project 1794
Project 1794 (також Weapons Systems 606A, TS-140) — Проєкт перспективного, надзвукового літального апарата дископодібної форми, з можливістю вертикального злету та приземлення. Проєкт розроблявся окремим підрозділом Avro Canada, групою спеціальних проєктів (англ. Special Projects Group (SPG)), в середині 1950-х років, на замовлення і за фінансування повітряних сил США (англ. United States Air Force (USAF)). Літальний апарат, що створювався в межах цього проєкту, так ніколи й не піднявся в повітря, проте технології відпрацьовані під час його створення, втілені в деяких сучасних літаках.

## Концепція літального апарата

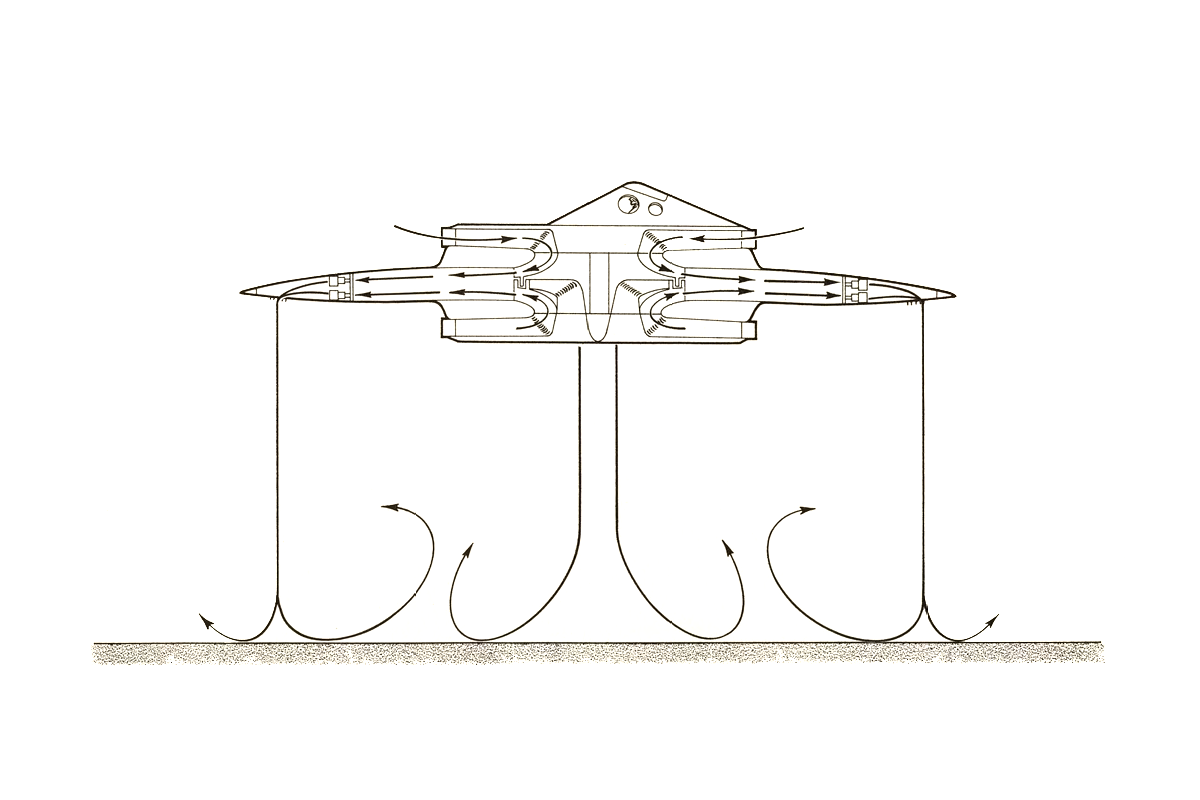
Принцип вертикального польоту

Літальний апарат, що проєктувався, під кодовою назвою Project 1794 — це літак з тонким крилом, що в плані, мало форму диску, складною системою сопл, розміщених на перефирії крила, та потужним турбовентилятором розміщеним внизу, в центрі диску. Повітряний потік з турбовентилятора був направлений вниз. Кабіна пілота знаходилась в центрі диску, зверху над турбовентилятором. Силовою установкою літака, мав слугувати турбореактивний двигун особливої конструкції, з відцентровим турбокомпресором, трубчастими камерами згоряння, розміщеними навколо компресора радіально, на зразок спиць в колесі і турбіною особливої конструкції, відцентрового типу. Відцентрова турбіна, подібного двигуна маючи великий діаметр, і високу швидкість обертів, повинна була створювати значний гіроскопічний момент, який мав додатково слугувати для забезпечення стабілізації літального апарата в просторі. Передача крутного моменту від турбіни до компресора, відбувалась через редуктор. Подібний двигун, в плані, являв собою плаский диск, реактивний струмінь був направлений від центру двигуна назовні. Рушійні сопла були розмішені по всьому периметру крила і кожне з них було оснащено системою пневматично-керованих лопаток (так звані «зябра»), для забезпечення повороту напрямку реактивної тяги кожного окремого сопла.
В режимі вертикального злету, приземлення чи висіння, підіймальна сила апарата складалася з двох частин. Першу частину створював повітряний потік з турбовентилятора направлений вниз. Друга частина виникала внаслідок руху продуктів згорання з турбореактивного двигуна, що виходили, через систему реактивних сопел, на верхню поверхню диска, а потім за допомогою аеродинамічних поверхонь розверталися вниз, під крило. Реактивний струмінь з високою енергією газів, окрім безпосереднього створення реактивної тяги, додатково, здував граничний шар повітря з верхньої поверхні крила, тим самим створюючи додаткову підіймальну силу, завдяки ефекту Коанда. В безпосередній близькості до поверхні, підіймальна сила додатково збільшувалась завдяки екранному ефекту. При переході в горизонтальний політ, тяга всіх сопел розверталась в одному напрямку, створюючи рушійну силу, а підіймальна сила створювалася крилом. Обдування верхньої поверхні крила струменями газу з реактивних сопел, дозволяло змінити характер обтікання крила і додатково збільшити підіймальну силу крила.
Оціночні характеристики потенційного літального апарата, вказані авторами проєкту, були вражаючими. Можливість вертикального злету і приземлення, максимальна швидкість, на висоті, в діапазоні між 3 і 4 Маха, практична стеля понад 30 000 м (100 000 ft) і радіус дії понад 1850 км (1000 NM).

## Історія розробки

### Двигун

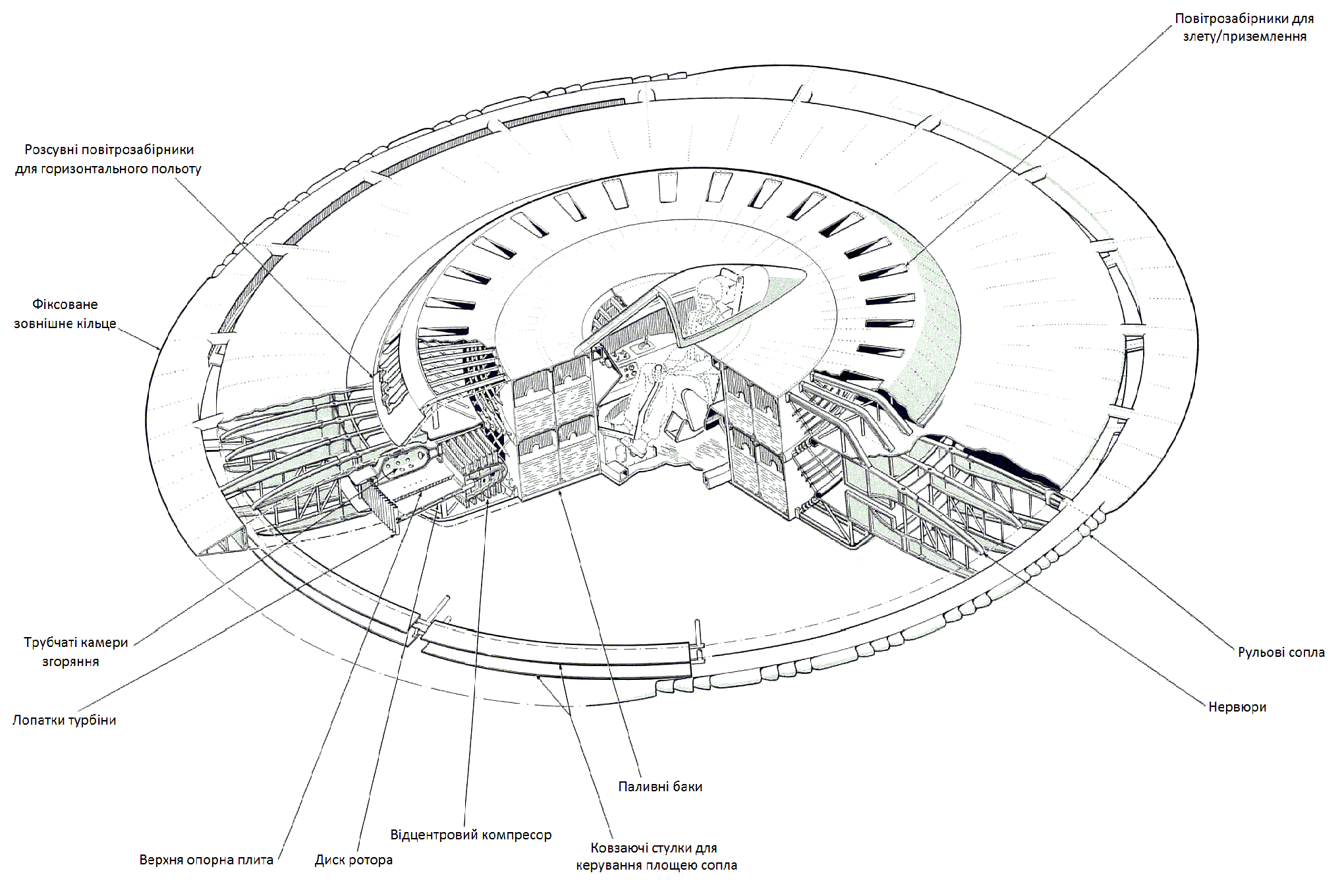
Інтеграція RFGT двигуна в планер

Реактивна ера авіації тільки починалась, існуючі на той час турбореактивні двигуни, мали низьку ефективність і надійність, проте переваги які надавала реактивна тяга, були очевидні всім. Багато інженерів того часу, працювали над покращенням і вдосконаленням конструкції турбореактивного двигуна. Одним з таких інженерів, був молодий, талановитий, британський авіаконструктор Джон Фрост, який 1951 року очолив групу спеціальних проєктів (SPG), в компанії Avro Canada. Фрост запропонував новий тип турбореактивного двигуна «Газова турбіна з радіальним потоком» (англ. Radial Flow Gas Turbine (RFGT)), що складався з турбокомпресора відцентрового типу, трубчастих камер згоряння, розташованих безпосередньо поза зовнішнім краєм цього компресора і турбіни особливої конструкції, відцентрового типу. Двигун такого компонування, в плані, мав форму плаского диска, через що його іноді називали «двигун млинець» (англ. Pancake engine). Планувалося, що подібна конструкція, могла покращити ККД відцентрового компресора, завдяки відсутності потреби розвертати потік повітря після стиснення, розрахунки показували, що це дозволило б суттєво збільшити співвідношення потужності до маси двигуна, в порівнянні з існуючими на той час аналогами. Проте конструкція мала і свої недоліки. Головна проблема полягала в тому, що в такому двигуні, реактивна тяга була направлена відцентрово-симетрично, по всій довжині периметра диска, а це робило майже неможливим, використання його в літаках традиційного компонування. Це спонукало конструктора, до розробки концепції дископодібних літальних апаратів, в яких потенційно можна було б використати подібний двигун. Існує версія, що історія проєкту 1794, бере свій початок саме з досліджень Джона Фроста, в галузі турбореактивних двигунів.
Деякі джерела стверджують, що і сама конструкція RFGT двигуна, і ідеї «літаючих тарілок» на його основі, не є винаходами Джона Фроста, а були «запозичені» в полонених німецьких інженерів, третього рейху. Згідно з документами, з національного архіву Канади, 1953 року, в Західній Німеччині, відбулася незвичайна зустріч, на якій були присутні Джон Фрост, офіцери королівських повітряних сил Канади, офіцери Королівських повітряних сил Великобританії і неназваний німецький агент, який стверджував, що працював над секретним проєктом літаючого диска, поблизу Праги в 1944—1945 роках. Також є свідчення, керівника відділу прикладної науки та наукової розвідки ЦРУ, Вілтона Е. Лексова, датовані жовтнем 1955 року, в яких він стверджує, що Джон Фрост, керівник проєкту створення дископодібної літаючої машини, отримав інформацію про подібні апарати, від німецьких інженерів, по закінченню другої світової війни, і ймовірно, що цією інформацією також володіє СРСР. Окрім цього, є згадки, про зустріч представників SPG Avro Canada, з Александром Ліппішем, видатним німецьким, а пізніше американським авіаконструктором, який серед іншого відомий своїми напрацюваннями в галузі літаків схеми літаюче крило, та апаратів, що використовують ефект земного екрану.

### Проєкт «Y»

Макет прототипу літака проєкту «Y», в експериментальному цеху

Першою спробою створення літака, придатного для використання RFGT двигуна, став проєкт «Y», започаткований Фростом і групою SPG. Було запропоновано створити літальний апарат здатний здійснювати вертикальний зліт та приземлення. Диск двигуна вписали в крило дельтоподібного типу. Щоб перенаправити тягу, що витікає з передньої частини двигуна до задньої частини літального апарата Було запропоновано використати мережу каналів і вентиляційних отворів, які розташовувались в товщі крила за межами двигуна. Як результат вийшов літак, який, в плані, нагадував форму заступу. Кабіна знаходилася над крилом, в передній частині виступу над крилом, який називали «хребтом» літака. В хвостовій частині, було розміщено мережу заслінок, що мали контролювати напрям реактивної тяги, проте випробування показали, що ця система не ефективна і в подальшому від неї відмовились. На початку планувалося, що завдяки довгим переднім опорам шасі, літак зможе прийняти положення під кутом близько 40 градусів до поверхні, і здійснювати зліт з коротким розбігом. Згодом вирішили переробити літак таким чином, щоб забезпечити йому можливість здійснювати вертикальний зліт та приземлення. Для цього планувалося оснастити літак дуже довгою висувною опорою шасі, таким чином, що коли опора була максимально випущена, літак знаходився під кутом приблизно 75 градусів до поверхні землі, і саме з такої позиції він мав здійснювати майже вертикальний зліт без розбігу. Перебуваючи в стартовій позиції, літак виглядав дуже химерно, через що отримав прізвисько «Богомол що молиться» (англ. Praying mantis). Згодом було запропоновано третій варант, з повністю вертикальним стартом і приземленням, для чого в задній частині «хребта», на верхній поверхні літака, розташували додаткову висувну опору, і тепер літак перед стартом міг приймати повністю вертикальне положення, ніби стоячи на хвості. Було заявлено, що літак проєкту «Y» буде мати можливість вертикального злету і приземлення, а за своїми льотними показниками зможе досягти, в горизонтальному польоті, максимальної швидкості — 2,25 Маха, з максимальною стелею — 20 тисяч метрів. З недоліків вказувались погана оглядовість з місця пілота, під час вертикального злету й приземлення, коли літальний апарат стояв на хвості. Avro Canada намагалась знайти замовників, які б погодились фінансувати цей проєкт, проводились перемовини з представниками Королівських повітряних сил Великобританії, проте кошторис проєкту був дуже великим і інвестора знайти не вдалося. Незважаючи на режим цілковитої секретності, в якій проводилися роботи над проєктом, інформація про нього просочилася в пресу. В лютому 1953 року «Toronto Star» опублікувала статтю з доволі детальним описом проєкту «Y», згодом ця ж інформація була опублікована в статті «Літаюча тарілка створена людиною» (англ. ManMade Flying Saucer), британського журналу «RAF Flying Review». Згодом і уряди Канади і США визнали існування цього проєкту, випустивши короткі прес-релізи на цю тему, в яких було визнано існування проєкту, а також те що проєкт згорнули, через значне зростання витрат. Називалася сума в 100 мільйонів доларів США, яка була потрібна для реалізації проєкту і побудови діючого прототипу.

### Проєкт «Y2»

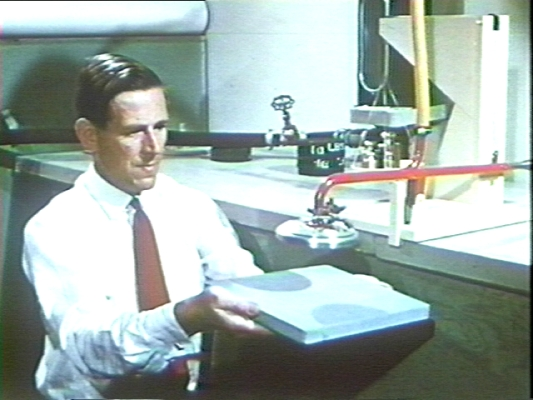
Джон Фрост демонструє свою ідею. Повітря під тиском витікає з трубки, завдяки ефекту Коанда «прилипає» до опуклого диска, повертаючи за поверхнею вниз, що створює підіймальну силу.

Поки тривали роботи над проєктом «Y», Фрост зацікавився ефектом Коанда, який полягає в «прилипанні» потоку рідини/газу до аеродинамічної поверхні. Фрост вирішив, що цей ефект можна використати в літаку з RFGT двигуном для створення більш ефективного апарата вертикального злету й приземлення, в якому вихлопні гази витікають назовні через верхню поверхню крила, а потім спрямовуються вниз за допомогою аеродинамічних поверхонь подібних до закрилків. Це б дозволило створити підіймальну силу по всьому периметру крила, що було потрібно для вертикального польоту. Фрост виготовив кілька невеликих експериментальних конструкцій і випробовував їх, використовуючи стиснене повітря замість двигуна. Це досліди дозволили оцінити перспективність різних форм крила для такого режиму польоту і за їх результатами Фрост вирішив, що оптимальним рішенням є форма круга/диска. Подальші дослідження показали, що система перенаправлення тяги двигуна через верхню поверхню крила, підходить не лише для режимів висіння, вертикального злету й приземлення. Вона також може бути корисною і в горизонтальному польоті. Для горизонтального польоту дископодібна форма крила була не найкращим рішенням, така форма була нейтральною щодо напрямку руху, що створювало певні труднощі для стабілізації і керування польоту. Однак використання струменів газів з сопел двигуна дозволяло модифікувати повітряні потоки навколо крила, створюючи щось на зразок «віртуального профілю» будь-якої необхідної конфігурації. Наприклад, якщо спрямувати навіть невелику кількість реактивної тяги, через верхню поверхню крила вниз, то значна маса повітря, завдяки ефекту ежекції затягнеться з верхньої поверхні крила вниз, що буде створювати підіймальну силу. Здавалося, що це могло стати рішенням однієї з найбільш неприємних проблем створення надзвукових літаків, забезпечення однаково високої ефективності крила як на дозвукових так і на надзвукових швидкостях польоту. Дозвукова підіймальна сила створюється повітряним потоком навколо крила, а надзвукова підіймальна сила створюється ударними хвилями в точках критичної кривизни. Жодна конструкція крила не може запропонувати високу продуктивність для обох режимів. А диск з обдуванням вихлопними газами потенційно міг би вирішити цю проблему. Очікувалось що отримана конструкція буде налаштована на високі надзвукові характеристики і при цьому матиме розумні дозвукові характеристики, а також забезпечуватиме вертикальний політ і висіння, і все це в одній конструкції. Всередині 1954 року повітряні сили США взяли під свій контроль роботи по проєкту «Y2» і виділили на ці цілі додаткове фінансування, в межах власної програми «англ. Silver Bug» (що можна перекласти як «Срібний жук»). В межах цієї програми пропонувалося створення декількох варіантів дископодібних літальних апаратів різних розмірів і призначення, оснащених різними варіантами двигунів.
Перший варіант планувався як невеликий дозвуковий дослідницький літак вертикального злету й приземлення, з діаметром крила 6,55 м, оснащений вісьмома турбореактивними двигунами Armstrong Siddeley Viper традиційної осьової конструкції. Двигуни розташовувались відцентрово, таким чином, що повітрозабірники знаходились біля центру диска а вихлопні гази виходили біля зовнішнього краю крила. Використання звичайних двигунів, мало на меті пришвидшити випробування літального апарата, не чекаючи поки будуть завершені роботи по створенню нового RFGT двигуна.
Другий варіант діаметром 8,84 м, був більш прогресивним, розрахованим на використання RFGT двигуна, і політ з надзвуковою швидкістю. В документах USAF він отримав власну кодову назву «англ. Ladybird» (що можна перекласти як «Сонечко»). Особливістю цього варіанту було дуже щільне компонування агрегатів, яка майже не залишала місця для озброєння. Серед іншого було запропоновано екзотичний варіант, виконання крайки крила з міцних сплавів, з метою таранити ворожі літаки. Подібні концепції вже відпрацьовувалися німецькими конструкторами під час другої світової війни. Конструктора наполягали, що завдяки тонкій міцьній крайці крила, на швидкостях понад 2000 миль/год, Ladybird зможе прорізати ворожий бомбардувальник без ризику бути пошкодженим самому. Проте подібна концепція так і лишилася лише теорією.
Були також пропозиції створити «тарілку» діаметром понад 100 футів (понад 30 м) і товщиною в центральній частині 20 футів (понад 6 м), яка могла б виконувати роль стратегічного бомбардувальника чи великого транспорту. Ще розглядався варіант створення безпілотних «тарілок» діаметром близько 2 метрів, які б містили бойовий заряд (звичайний чи ядерний) і могли бути використані як заміна традиційних ракет. Проте відомостей про детальне пропрацювання подібних апаратів немає.

### Проєкт 1794
Наприкінці 1954 року, командування авіаційних досліджень і розробок на авіабазі Райт-Паттерсон профінансувало суворо секретну альтернативу «Silver Bug», якій було присвоєно позначення «Project 1794». Даний проєкт став кульмінаційною стадією всіх ідей щодо створення дископодібного літального апарата з можливістю здійснення вертикального злету та приземлення, який мав забезпечити значно вищі характеристики ніж апарати «Silver Bug» чи їх попередники. 1955 року проекту було дофінансовано ще на 750 тисяч доларів і вже в вересні 1955 року, зменшена модель літака діаметром (в масштабі 1 до 6), прибула на авіабазу Райт-Паттерсон для випробувань в аеродинамічній трубі. А інженери Avro Canada взялися до випробувань двигунів у Малтоні, Онтаріо.
В роботі одночасно перебувало два варіанти, перший з яких передбачав використання RFGT двигуна, а інший використовував 6 класичних двигунів Armstrong Siddeley Viper, тягою по 1900 фунтів кожен, як генераторів високоенергетичних газів для двохступінчатої радіальної турбіни великого діаметру. Відмова від концепції RFTG двигуна дозволяла пришвидшити роботи, щоб не чекати готовності нового двигуна, а також дозволяло підвищити резервування систем літака, адже у випадку виходу з ладу одного чи двох двигунів, літак зберігав можливість продовжувати політ, в той час як відмова єдиного RFGT двигуна безальтернативно приводила до катастрофи.

.